# Abracadabra (Lady Gaga)
Abracadabra è un singolo della cantautrice statunitense Lady Gaga, pubblicato il 3 febbraio 2025 come terzo estratto dall'ottavo album in studio Mayhem.
È stato candidato per il Kids' Choice Award alla canzone preferita del 2025.

## Descrizione
Abracadabra è un brano dance pop ed elettropop, influenzato dalla musica house ed elettronica; lo stesso ricorda i primissimi brani pubblicati dall'artista. La critica musicale ha, infatti, notato somiglianze con la musica degli album The Fame Monster (2009) e Chromatica (2020). Parte del brano, inoltre, utilizza la melodia del brano Spellbound del gruppo musicale britannico Siouxsie and the Banshees.
Il titolo del brano è ricorrente nel testo e viene utilizzato per esprimere il concetto di magico, unitamente a una «signora vestita di rosso» la quale rappresenta una metafora che Lady Gaga utilizza per rappresentare «tutto ciò che ti sfida e che ti fa dubitare di poter superare».
In un'intervista concessa a InStyle la cantante ha inoltre aggiunto che il brano è basato sulla resilienza, affermando che "È un altro sogno gotico su questa signora vestita di rosso che ti scruta in discoteca e dice «Potresti passare la migliore notte della tua vita o della tua morte. Ce l'hai dentro di te? Fare quello che serve per farcela?»".

## Promozione
Lady Gaga ha preso parte all'episodio dell'8 marzo 2025 del Saturday Night Live, dove ha eseguito il brano assieme alla traccia Killah. Durante l'esibizione era vestita con un completo rosso scintillante mentre ruotava all'interno di una struttura illuminata al neon, accompagnata da ballerini vestiti in nero e con lunghe parrucche rosse. La canzone è stata inoltre scelta come inno del campionato di pallacanestro NCAA Division I del 2025.

## Accoglienza
Giovanni Pontorno, giornalista per Billboard Italia, ha lodato la produzione del brano, paragonandola a quella del suo LP d'esordio The Fame (2008), affermando che «sembra essere stata prodotta in uno studio di registrazione nel cuore della stregata Salem e si presenta come un rito esoterico di danza e lotta». Egli inoltre vede nella canzone un richiamo ai suoni e ai sintetizzatori plastici utilizzati nella musica degli anni ottanta e novanta. Sempre per Billboard, anche Stephen Daw rivede nel brano riferimenti ai suoi successi passati, in particolare al nonsenso di Bad Romance e alle basi musicali di Artpop.

## Video musicale
Il video, diretto dalla stessa interprete assieme a Bethany Vargas e Parris Goebel, la quale ne è inoltre la coreografa, è stato trasmesso in anteprima durante una pausa pubblicitaria dei Grammy Awards 2025 e diffuso in seguito attraverso il suo canale YouTube.
Esso, concepito come una grande festa, comincia con la cantante che dice «The category is dance or die», iniziando poi la coreografia insieme a quaranta ballerini. Il video è stato descritto come «una gara di danza tra il lato luminoso e quello oscuro di Gaga». Durante la maggior parte del video, Gaga e i suoi ballerini sono vestiti di bianco; tuttavia occasionalmente l'atmosfera diventa rossa, mentre la cantante indossa un vestito spinoso dello stesso colore.
Si è conteso sei MTV Video Music Awards.

## Tracce
Testi di Susan Ballion, Peter Edward Clarke, Stefani Germanotta, John McGeoch, Steven Severin, Henry Walter e Andrew Wotman, musiche di Andrew Wotman, Henry Walter e Peter Clarke.
Download digitale, streaming
1. Abracadabra – 3:43

Download digitale, streaming – Gesaffelstein Remix
1. Abracadabra (Gesaffelstein Remix) – 3:31

## Successo commerciale
Abracadabra ha segnato il miglior debutto solista giornaliero di Lady Gaga su Spotify in termini di ascolti, raccogliendone oltre 4,9 milioni in meno di 24 ore dal conteggio completo.
È diventata la diciassettesima entrata della cantante nella top ten della Official Singles Chart, dopo aver esordito alla 6ª posizione con 23 349 unità registrate nei primi quattro giorni di disponibilità. La settimana successiva è salita di tre posizioni con 42 973 vendite; inoltre, ha segnato la terza top ten consecutiva dell'artista nella classifica dai tempi di Born This Way, Judas e The Edge of Glory (2011). È rimasta nella top ten per una terza settimana di fila, accumulando 29 914 unità. È poi ritornata al suo picco nella settimana di pubblicazione di Mayhem grazie a 30 211 esemplari.
Abracadabra è riuscita a esordire nella neonata Top Internet Hits Russia Weekly Chart, basata esclusivamente sul consumo di musica digitale rilevato nella Federazione Russa, grazie alla possibilità concessa agli utenti dei servizi musicali come Yandex Music di caricare contenuti editi dalle major sotto licenza UGC senza l'evidente permesso dell'azienda discografica in questione. Ha in seguito raggiunto la top 40, risultando il brano internazionale più popolare della settimana.

## Classifiche
| Classifica (2025)   | Posizione massima |
| ------------------- | ----------------- |
| Argentina           | 26                |
| Australia           | 12                |
| Austria             | 5                 |
| Belgio (Fiandre)    | 19                |
| Belgio (Vallonia)   | 7                 |
| Bielorussia         | 1                 |
| Brasile             | 3                 |
| Bulgaria            | 2                 |
| Canada              | 12                |
| Corea del Sud       | 134               |
| Croazia             | 9                 |
| Danimarca           | 31                |
| Emirati Arabi Uniti | 15                |
| Estonia             | 1                 |
| Filippine           | 18                |
| Finlandia           | 7                 |
| Francia             | 13                |
| Germania            | 4                 |
| Grecia              | 3                 |
| Hong Kong           | 23                |
| Irlanda             | 6                 |
| Islanda             | 11                |
| Israele             | 39                |
| Italia              | 28                |
| Kazakistan          | 1                 |
| Lettonia            | 1                 |
| Libano              | 6                 |
| Lituania            | 1                 |
| Lussemburgo         | 8                 |
| Moldavia            | 1                 |
| Norvegia            | 6                 |
| Nuova Zelanda       | 13                |
| Paesi Bassi         | 12                |
| Polonia             | 4                 |
| Portogallo          | 8                 |
| Regno Unito         | 3                 |
| Repubblica Ceca     | 2                 |
| Russia              | 39                |
| Singapore           | 4                 |
| Slovacchia          | 3                 |
| Spagna              | 23                |
| Stati Uniti         | 13                |
| Svezia              | 8                 |
| Svizzera            | 5                 |
| Taiwan              | 12                |
| Ucraina             | 2                 |
| Ungheria            | 6                 |

## Date di pubblicazione
| Paese                 | Data            | Formato                      | Versione            | Etichetta  | Nota   |
| --------------------- | --------------- | ---------------------------- | ------------------- | ---------- | ------ |
| Mondo                 | 3 febbraio 2025 | Download digitale, streaming | Originale           | Interscope | [ 60 ] |
| Italia                | 3 febbraio 2025 | Contemporary hit radio       | Originale           | EMI        | [ 61 ] |
| Stati Uniti d'America | 4 febbraio 2025 | Contemporary hit radio       | Originale           | Interscope | [ 62 ] |
| Mondo                 | 12 aprile 2025  | Download digitale, streaming | Gesaffelstein Remix | Interscope | [ 63 ] |

## Riconoscimenti
- Kids' Choice Awards[18]
  - 2025 – Candidatura alla canzone preferita

- MTV Video Music Awards[31]
  - 2025 – Candidatura alla miglior regia
  - 2025 – Candidatura al miglior montaggio
  - 2025 – Candidatura alla miglior fotografia
  - 2025 – Candidatura al miglior editing
  - 2025 – Candidatura alla miglior coreografia
  - 2025 – Candidatura ai migliori effetti speciali